# Maximino Daya
Galerio Valerio Maximino (en latín: Galerius Valerius Maximinus, c. 270-313), nacido como Daza (Daia) y conocido como Maximino II, Maximino Daza o Maximino Daya, fue emperador romano desde 308 hasta 313.  
Nació entre campesinos, hijo de una media hermana del emperador romano Galerio cerca de sus tierras familiares alrededor de Felix Romuliana; una región rural actualmente en la región danubiana de Serbia,  entonces en la recientemente reorganizada provincia romana de Dacia Aureliana (junto con Macedonia, subordinada a la posterior prefectura de Iliria). 
Alcanzó gran prestigio en su carrera militar.  En el año 305, fue adoptado por Galerio, y consiguió el rango de César con el control de Siria y Egipto.
En el año 308, después de que Licinio se proclamase Augusto (sin haber alcanzado el rango de César, como debería haber sido), Maximino y Constantino fueron declarados filii Augustorum («hijos de los Augustos»), título que no aceptaron de buen grado. Por ello Maximino se autoproclamó Augusto en el año 310, durante una campaña contra los sasánidas.
Tras la muerte de Galerio, en el año 311, Licinio y Maximino se dividieron los territorios antes controlados por el difunto tetrarca, pasando este último a controlar la provincia de Bitinia.
Maximino cometió el error de formar una alianza con el usurpador Majencio, que controlaba Italia y más tarde sería derrotado por Constantino. La alianza con Majencio enfureció a Licinio, que atacó a las fuerzas del emperador oriental y las derrotó en la batalla de Tzirallum, cerca de Heraclea Póntica. Maximino huyó, primero a Nicomedia y después a Tarso, donde murió meses después, probablemente por envenenamiento.
Maximino fue el último emperador romano en utilizar el título de Faraón.

## Vida y ascenso al poder

### Nombre
Su nombre de nacimiento era Daza, común en Iliria. La forma más difundida en español, Daya, proviene de Lactancio, escritor cristiano, y ha sido considerada errónea y hasta peyorativa por la investigación moderna.
Maximino fue el nombre que tomó en homenaje a su tío materno, Galerio Valerio Maximino. A fin de distinguirlo de Maximino el Tracio, se lo llama Maximino Daya o, más propiamente, Daza, aunque esta forma no aparece en los textos o en la epigrafía.

### Primeros años
Maximino nació el 20 de noviembre de, probablemente, 270 en Ilírico en el seno de una familia de origen campesino, su madre era la hermana de Galerio, lo que le convertía en su sobrino. Sirvió en el ejército como scutarius, protectores domestici, y tribuno. Aunque se desconoce la identidad de su mujer, se tiene constancia de un hijo suyo llamado Máximo.
La tetrarquía fue la división administrativa del Imperio romano establecida por el emperador Diocleciano (r. 284-305) en 293, que marcó el final de la crisis del siglo III y el inicio de la reestabilización del Imperio. La primera fase, a veces llamada Diarquía, implicó la promoción del general Maximiano (r. 285-308; 310) como césar (emperador menor) en 285 y luego como augusto (emperador mayor) en 286. Mientras que Diocleciano controlaba los asuntos de las regiones orientales del Imperio, Maximiano estaba a cargo de las occidentales.
En 293, debido a los problemas militares que enfrentaba a raíz de la usurpación de Carausio (r. 286-293 ) en Britania y de las invasiones persas en el este, Diocleciano se dio cuenta de que dos emperadores eran insuficientes. En consecuencia, los dos augustos nombraron cada uno a su respectivo césar: Maximiano designó a Constancio I (r. 293-306) el 1 de marzo de 293 en Mediolano, y Diocleciano a Galerio (r. 293-311) en Filipópolis (actual Plovdiv, Bulgaria) o en Sirmio (ahora Sremska Mitrovica, Serbia) ese mismo día o un mes después, lo que dio paso a la tetrarquía o «gobierno de los cuatro».

### Elección como César
El ascenso de Maximino al poder se remonta al 1 de mayo de 305, cuando en ceremonias separadas celebradas en Mediolano y Nicomedia (ahora İzmit), los emperadores mayores abdicaron y se retiraron conjuntamente de la vida pública, lo que permitió que Constancio I y Galerio fueran elevados a augustos. Ellos, a su vez, nombraron a nuevos césares: Valerio Severo (r. 305-307) bajo Constancio en Occidente, y Maximino Daya (r. 305-313) bajo Galerio en Oriente. Sin embargo, había un problema: tanto Severo como Maximino fueron elegidos bajo la influencia de Galerio, con el fin de tratar de aumentar el poder de su mandato, en vez de escoger a los dos candidatos obvios a la sucesión: Constantino, hijo de Constancio, y Majencio, hijo de Maximiano, lo que condujo a múltiples problemas para el futuro del sistema tetrarquico.

## Persecución contra los cristianos
Desde su proclamación como césar en adelante, Maximino, según Lactancio y Eusebio, mostraba una gran severidad a las medidas establecidas contra los cristianos, descrito también como el perseguidor más fiel y empeñado al cometido, incluso no llegó a firmar el Edicto de tolerancia de Serdica, sino que ordenó relajar las medidas impuestas contra estos. Durante el otoño de 312, Maximino lanzó una campaña contra los armenios y también contra los cristianos, aunque la guerra no fue muy exitosa. Sin embargo, la actitud de Maximino cambió totalmente, posiblemente a causa del temor a Constantino y a Licinio, y terminó proclamando un edicto en mayo de 313 en el que restablecía los privilegios y las propiedades de los cristianos.
Según Eusebio, el factor más evidente de la persecución anticristiana de 312 fueron las acciones tomadas por las ciudades del este. El historiador alemán Helmut Castritius sugirió que la causa más evidente del rechazo a los cristianos fue la importancia económica de los cultos paganos y las actividades religiosas, en la que se basaba la mayoría de riquezas de estas. La peregrinación a los santuarios y a los oráculos fueron una importante fuente de ingresos para estos poblados, por lo que los cristianos se convirtieron en una amenaza contra este comercio. El emperador dependía considerablemente de las finanzas de estas ciudades, lo que da a entender porqué Maximino no rechazó las demandas de estas.

## Nombramiento como augusto

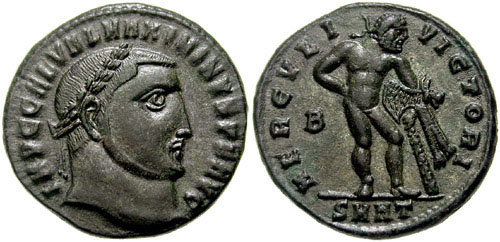
Follis de Maximino Daya (r. 305-313) emitido en Perinto c. 313.

### Antecedentes

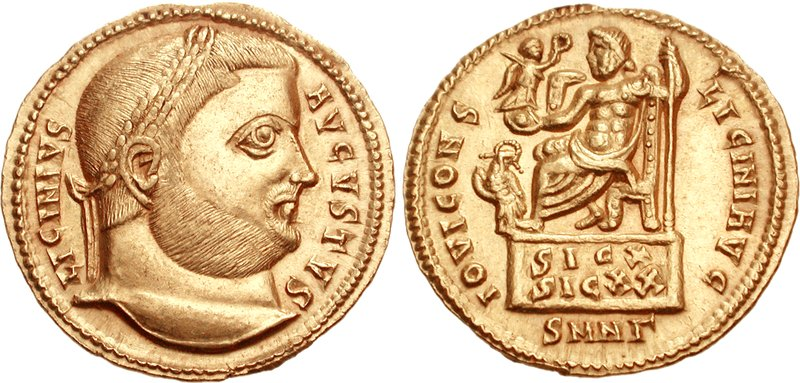
Sólido de Licinio (r. 308-324) emitido en Nicomedia c. 317-318.

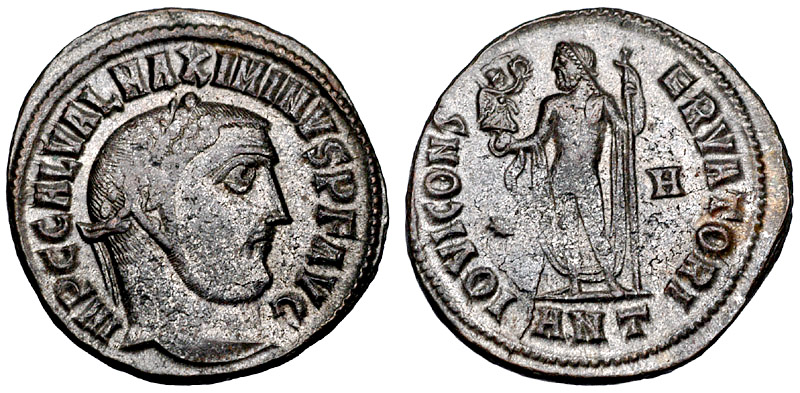
Moneda de bronce con la efigie de Maximino Daya.

La muerte de Constancio el 25 de julio de 306 en Eboraco (actual York) durante una campaña contra los pictos del norte de Britania se convirtió en el primer golpe a la estructura política de la tetrarquía. En lugar de aceptar el nombramiento de Severo a la posición de augusto, la guarnición de Britania elevó al hijo de Constancio, Constantino, a la púrpura imperial. Al ponerse en contacto con el emperador Galerio, Constantino solicitó el reconocimiento como heredero de su padre y pasó la responsabilidad de su ascenso ilegal a las tropas al alegar que lo habían obligado. Galerio se enfureció y casi se negó a hacer realidad la solicitud, pero sus asesores le advirtieron que esto llevaría inevitablemente a la guerra, por lo que le otorgó a Constantino el título de césar en lugar del de augusto, que le fue otorgado a Severo.
Este acto motivó a Majencio, hijo de Maximiano, a declararse también emperador en Roma en 306, pero con el título de princeps. Galerio, temeroso de que otros personajes también intentaran convertirse en emperadores, ordenó a Severo que entrara en Italia y lidiara con él. Después de una fracasada campaña por parte de Severo, este terminó huyendo a Rávena, una posición inespugnable, y Maximiano ofreció perdonarle la vida y tratarlo con humanidad si se rendía pacíficamente. De todas formas, a pesar de las promesas, Severo fue capturado y encarcelado en Tres Tabernas y fue asesinado en 307.
En 308, probablemente en abril, Maximiano intentó deponer a su hijo en una reunión militar en Roma; para su sorpresa, las tropas presentes permanecieron leales a su hijo y tuvo que huir de la corte de Constantino. Consciente de la situación en Occidente, Galerio convocó una conferencia en Carnunto (ahora Petronell-Carnuntum, Austria), y Maximiano depositó en ella sus esperanzas para volver al poder. La conferencia se realizó el 11 de noviembre de ese año y tuvo como principales resoluciones la eliminación definitiva de Maximiano del marco tetrarquico, la degradación de Constantino a césar y el nombramiento de Licinio como augusto de Occidente para poder lidiar con Majencio en Italia. Este nuevo sistema, sin embargo, no duraría mucho con Constantino negándose a aceptar su degradación, Maximino Daya exigiendo a Galerio un ascenso y Licinio permaneciendo neutral sobre su misión italiana.

### Guerra con Licinio y muerte
En el este, en el momento de la muerte de Galerio en 311, las provincias orientales se encontraban divididas entre Maximino Daya y Licinio. Daya estaba descontento de que Licinio hubiera sido elevado a la posición de augusto por Galerio, y aprovechó la primera oportunidad disponible para proclamarse emperador. Licinio mantuvo las provincias de Europa Oriental, mientras que Daya las provincias asiáticas. En el otoño de 312, mientras Constantino luchaba contra Majencio, Daya emprendía una campaña contra el Reino de Armenia. Cuando llegó a Siria en febrero del 313, descubrió la alianza forjada entre Constantino y Licinio en una reunión celebrada en Mediolano; Constancia se casó con Licinio y ambos promulgaron el Edicto de Milán que garantizaba la libertad religiosa a los cristianos. Decidido a tomar la iniciativa, Daya salió de Siria con setenta mil hombres y llegó a Bitinia, pero el mal tiempo debilitó gravemente a su ejército.
En abril de 313, cruzó el Bósforo hacia Bizancio (ahora Estambul, Turquía), que en ese momento se encontraba defendida por las tropas de Licinio. Implacable, tomó la ciudad después de un asedio de 11 días. Después, se desplazó a Perinto (ahora Mármara Ereğlisi, Turquía), y la capturó después de un asedio de 8 días. Con un ejército más pequeño, posiblemente alrededor de treinta mil hombres, Licinio llegó a Adrianópolis (ahora Edirne, Turquía) mientras Daya asediaba Perinto. Después de un período de negociaciones infructuosas, se encontraron el 30 de abril cerca de Tzirallum y en la batalla resultante, las fuerzas de Daya fueron destruidas, por lo que se deshizo de la púrpura imperial y se vistió como un esclavo para huir a Nicomedia. Trató de frenar el avance de Licínio estableciendo fortificaciones sobre las Puertas Cilicias, sin embargo, el ejército de su rival pudo cruzar, lo que lo obligó a retirarse a Tarso, donde Licinio siguió presionándolo por tierra y por mar. La guerra terminó con la muerte de Daya en julio o agosto del 313 y el asesinato de su esposa y de sus hijos.